# Ischnosiphon flagellatus
Ischnosiphon flagellatus är en strimbladsväxtart som beskrevs av Henry Allan Gleason. Ischnosiphon flagellatus ingår i släktet Ischnosiphon och familjen strimbladsväxter. Inga underarter finns listade.